# The Late Late Show
The Late Late Show är en irländsk pratshow. Det började sändas i juli 1962 (3 månader innan Hylands Hörnas första program) i Raidió Teilifís Éireann (RTÉ), den statliga public broadcasting-stationen. De 36 första åren leddes programmet av Gay Byrne, därefter av Pat Kenny och sedan 2009 av Ryan Tubridy. Programmet sänds klockan 21.30 på fredagkvällarna under maj-september och är drygt 2 timmar långt.
Programmet har under åren tagit upp kontroversiella ämnen som abort, skilsmässa och kyrkans makt på Irland, speciellt under Gay Byrnes år som programledare. Det har hjälpt till att få upp dessa och andra tabubelagda ämnen på bordet. Irländska och internationella skådespelare och artister har varit gäst i programmet, som Peter Sellers, moder Teresa, Martin Sheen, och många andra, minst ett par stycken i varje program.
Den 1 juni 2012 sändes ett jubileumsprogram där alla tre programledarna deltog när man firade 50 år, tillsammans med inbjudna gäster som Bono, Sinead O'Connor, och andra.